# Eustrotia intricata
Eustrotia intricata är en fjärilsart som beskrevs av Walker 1869. Eustrotia intricata ingår i släktet Eustrotia och familjen nattflyn. Inga underarter finns listade i Catalogue of Life.